# Biondia yunnanensis
Biondia yunnanensis är en oleanderväxtart som först beskrevs av H. Lév., och fick sitt nu gällande namn av Ying Tsiang. Biondia yunnanensis ingår i släktet Biondia och familjen oleanderväxter. Inga underarter finns listade i Catalogue of Life.